# ژنرال کارنیرو (ماتو گروسو)
ژنرال کارنیرو (به پرتغالی: General Carneiro) یک منطقهٔ مسکونی در برزیل است که در ماتو گروسو واقع شده‌است. ژنرال کارنیرو ۳٬۷۲۱٫۰۷۸ کیلومتر مربع مساحت و ۵٬۵۹۲ نفر جمعیت دارد و ۳۴۳ متر بالاتر از سطح دریا واقع شده‌است.